# Muhammad IV al-Hadi
Muhammad IV al-Hadi conocido por los franceses como Hédi Bey (árabe محمد الهادي باي بن علي, Túnez 24 de junio de 1855 - Palacio de Dermech cerca de Cartago 11 de mayo de 1906), fue bey de Túnez de la dinastía husaynita de Túnez de 1902 a 1906. 
Fue declarado príncipe heredero por su padre Ali III ibn al-Husayn el 3 de diciembre de 1898, y le sucedió cuando murió el 11 de junio de 1902. Según la costumbre fue nombrado general de división del ejército tunecino (antes del otomano) el 3 de diciembre de 1898, y mariscal el 11 de junio de 1902. Según algunas fuentes el soberano sabía hablar y escribir perfectamente el francés.
Estaba casado (desde 1876) con la princesa (Lalla) Khadija Beya (1858-5 de diciembre de 1905) de la que dejó dos hijos: 
- Sidi Muhammad al-Tahir [Tahar] Bey, nacido el 18 de enero de 1877, declarado heredero de Ahmad II ibn Ali con el título de bey al-Mahalla el 9 de marzo de 1939, murió en Cartago el 6 de marzo de 1941, antes que Ahmad II.
- Sidi Muhammad al-Bashir [Béchir] Bey, nacido en la Marsa el 1 de febrero de 1881, sustituyó a su hermano mayor como heredero de Ahmad II ibn Ali con el título de bey al-Mahalla, en Ouzra el 13 de marzo de 1941. Murió el 26 de abril de 1942, menos de dos meses antes que Ahmad II.

Murió el 11 de mayo de 1906 y le sucedió su primo Muhammad V al-Nasir. 
| Predecesor: Ali Muddat ibn al-Husayn | Túnez Bey de Túnez Muhammad IV al-Hadi 1902 - 1906 | Sucesor: Muhammad V al-Nasir |